# Schwarzgefleckte Herbsteule

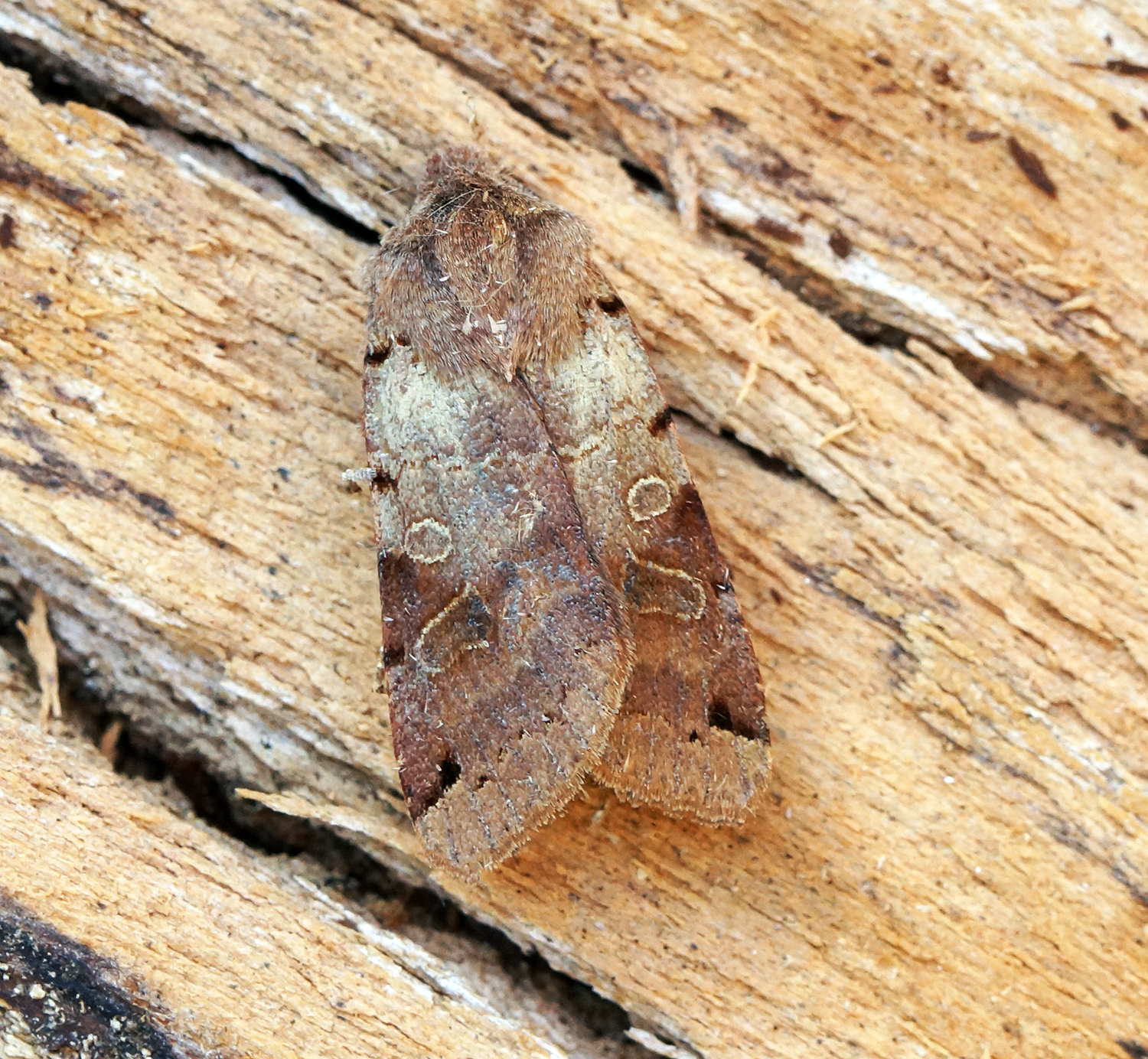
Exemplar mit farblicher Zweiteilung

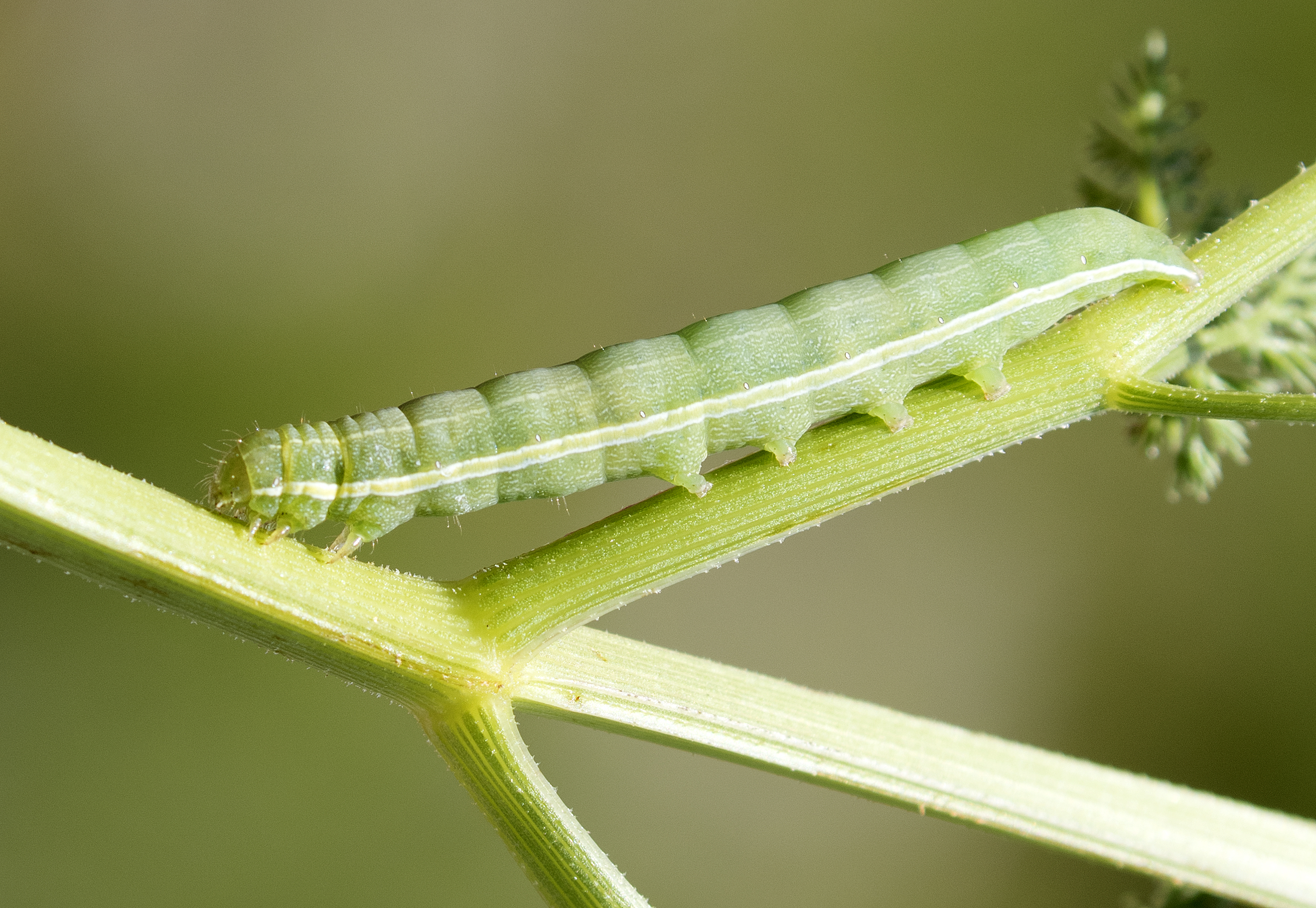
Raupe

Die Schwarzgefleckte Herbsteule (Agrochola litura), zuweilen auch Buschsaum-Herbsteule genannt, ist ein Schmetterling aus der Familie der Eulenfalter (Noctuidae). Das Artepitheton leitet sich vom lateinischen Wort litura mit der Bedeutung „das Beschmieren“ oder „Fleck“ ab und bezieht sich auf die schwarzen Costalflecke auf der Vorderflügeloberseite der Falter.

## Merkmale

### Falter
Die Flügelspannweite der Falter beträgt 26 bis 35 Millimeter. Die Grundfarbe der Vorderflügeloberseite variiert von rotbraun bis zu violett grau. Bei einigen Exemplaren ist eine farbliche Zweiteilung zu erkennen, die durch den dunklen Mittelschatten in eine helle Innen- und eine dunklere Außenhälfte gebildet wird. Am Vorderrand heben sich kleine schwarzbraune Flecke ab. Die Wellenlinie endet am Vorderrand in einem großen dreieckigen schwarzen Fleck. Ring- und Nierenmakel sind gelblich umrandet. Die Ringmakel ist bräunlich, die Nierenmakel schwärzlich gefüllt. Die Hinterflügeloberseite ist zeichnungslos dunkelgrau gefärbt.

### Raupe
Die Raupen sind grün oder rotbraun gefärbt. Rücken- und Nebenrückenlinien heben sich dünn weißlich ab. Die gesamte Körperoberfläche ist mit vielen, sehr kleinen weißen Punkten überzogen.  Der breite Seitenstreifen ist weiß, die Stigmen sind ebenfalls weiß.

### Ähnliche Arten
Die Veränderliche Herbsteule (Agrochola lychnidis) unterscheidet sich in erster Linie durch die sehr kleine, stets schwärzlich gefüllte Ringmakel.

## Verbreitung und Lebensraum
Die Verbreitung der Schwarzgefleckten Herbsteule erstreckt sich durch die Mitte Europas bis in den Westen und Süden Sibiriens. Sie kommt auch von Kleinasien bis Armenien vor. In den Alpen steigt sie bis auf etwa 1500 Meter. Lebensraum sind Waldränder, Lichtungen, Heidegebiete, Ufergebiete sowie Gärten und Parklandschaften.

## Lebensweise
Die Falter fliegen von Anfang August bis Ende Oktober. Sie sind nachtaktiv und erscheinen an künstlichen Lichtquellen sowie Ködern und wurden auch saugend an den Blüten von Schmetterlingsflieder (Buddleja davidii) beobachtet. Die Art überwintert im Eistadium. Die Raupen leben polyphag von April bis Juni. Sie ernähren sich von einer Vielzahl unterschiedlicher Pflanzen, dazu zählen: Sal-Weide (Salix caprea), Schlehdorn (Prunus spinosa), Liguster (Ligustrum), Ginster (Genista), Heidelbeeren (Vaccinium), Leimkräuter (Silene), Ampfer (Rumex), Klee (Trifolium), Brennnesseln (Urtica) und Taubnesseln (Lamium). Die vorgenannten Nahrungspflanzen geben einen Eindruck ihrer Vielseitigkeit. Die Liste kann jedoch noch beträchtlich erweitert werden.

## Gefährdung
Die Art kommt in Deutschland verbreitet, zuweilen zahlreich vor und wird auf der Roten Liste gefährdeter Arten als „nicht gefährdet“ eingestuft.